# Ekonomika ruchów elementarnych
Ekonomika ruchów elementarnych – zasada kształtowania optymalnej metody pracy wykonywanej przez człowieka z perspektywy sekwencji ruchów elementarnych niezbędnych do wykonania zadania. Standaryzacja metod pracy zgodnych z zasadami ekonomiki ruchów elementarnych ukierunkowana jest na wykonanie zadania jak najmniejszą ilością ruchów jak najmniej czasochłonnych wykonywanych równocześnie obydwiema rękami. Połączenie zasady ekonomiki ruchów elementarnych z zasadami Lean Manufacturing pozwala w procesie optymalizacji i standaryzacji metod pracy na bardziej precyzyjne zdefiniowanie czynności dodających wartość i będących marnotrawstwem. Określenie czynności dodających wartość na poziomie ruchów elementarnych pozwala na lepsze kształtowanie optymalnych metod pracy i w wyniku tego redukcję kosztów wytwarzania.
Zastosowanie zasady ekonomiki ruchów elementarnych oparte jest na następujących podstawowych założeniach:
- Równoczesność ruchów – kształtowanie metod pracy w taki sposób aby pracę wykonywać równocześnie obiema rękami z uwzględnieniem wszelkich zasad ergonomii.
- Upraszczanie ruchów – dążenie do tego aby niezbędne ruchy elementarne upraszczać w sposób taki aby były maksymalnie najmniej czasochłonne w wykonaniu. Przykładem upraszczania ruchów może być zamiana ruchu elementarnego chwycenia monety położonej na twardej powierzchni na chwycenie monety położonej na miękkim podłożu (np. gąbce). W tym przypadku ruch chwycenia (według metody MTM-1) G1B (3,5 TMU) zamienia się na ruch chwycenia G1A (2 TMU). Jest to redukcja czasochłonności wykonania o ponad 42%[1][2].
- Redukcja zbędnych ruchów – polega na eliminacji zbędnych ruchów które nie dodają wartości w danym procesie. Przykładem może być ruch elementarny schylanie się, czy np. kilkukrotne pobranie i odłożenie tej samej części.
- Skracanie odległości ruchów sięgania i przenoszenia – poprzez kształtowanie optymalne stanowiska i metody pracy w połączeniu z zasadami ergonomicznego kształtowania pracy oraz np. z zasadą przepływu jednej sztuki można uzyskać redukcję zakresu odległości sięgania np. z 50 do 20 cm. Dla porównania ruch elementarny sięgania R50B wynosi 18,4 TMU a ruch elementarny R20B 10,0 TMU. Jest to redukcja czasochłonności o ponad 45%[2][3].

Wszystkie wyżej wymienione warunki są zgodne z zasadami ergonomicznego kształtowania pracy. Zasada ekonomiki ruchów elementarnych jest istotną podstawą w standaryzacji metod pracy według metody 5S. Dzięki temu można uzyskać w procesie optymalizacji unikatowy efekt polegający na wzroście wydajności pracy przy jednoczesnej redukcji obciążenia tą pracą.

## Historia
Twórcą opisanej zasady był Frank Bunker Gilbreth, który urodził się w 1868 r. i zmarł w 1924.